# Roodsprietgarnaal
De roodsprietgarnaal (Palaemon adspersus) is een garnalensoort uit de familie van de steurgarnalen (Palaemonidae). De wetenschappelijke naam van de soort werd in 1837 voor het eerst geldig gepubliceerd door Martin Rathke.

## Beschrijving
De roodsprietgarnaal is tot 70 mm lang en heeft een halfdoorzichtig lichaam, meestal met een groene tot bruine waas. Gewoonlijk ontbreken verticale strepen. Het rostrum is recht en draagt kenmerkende donker-roodbruine pigmentvlekken op de onderste helft.

## Verspreiding
Palaemon adspersus is een garnaal die algemeen bekend staat als de roodsprietgarnaal. Het heeft een brede inheemse verspreiding in de noordoostelijke Atlantische Oceaan, van Zuid-Noorwegen en Finland (Oostzee) tot Marokko, de Canarische Eilanden en de Middellandse Zee en de Zwarte Zee. Geïntroduceerde populaties zijn bekend uit de Saint Lawrencebaai (Canada); de Kaspische Zee en het Aralmeer. Deze soort is kenmerkend voor brak water en kan een zoutgehalte van slechts 1 psu verdragen. Het leeft in ondiepe zandgebieden in algen- en zeegrasbedden.